# Augusto Schott
Augusto Schott (Arroyito, 17 gennaio 2000) è un calciatore argentino, difensore del Talleres (C).

## Caratteristiche tecniche
È un terzino destro.

## Carriera
Cresciuto nel settore giovanile del Talleres (C), debutta in prima squadra il 31 ottobre 2020 in occasione del match di Copa Diego Armando Maradona vinto 3-1 contro il Newell's Old Boys. Nel 2021 viene ceduto in prestito al Platense.

## Statistiche

### Presenze e reti nei club
Statistiche aggiornate al 19 marzo 2025.
| Stagione                 | Squadra                  | Campionato               | Campionato | Campionato | Coppe nazionali | Coppe nazionali | Coppe nazionali | Coppe continentali | Coppe continentali | Coppe continentali | Altre coppe | Altre coppe | Altre coppe | Totale | Totale |
| Stagione                 | Squadra                  | Comp                     | Pres       | Reti       | Comp            | Pres            | Reti            | Comp               | Pres               | Reti               | Comp        | Pres        | Reti        | Pres   | Reti   |
| ------------------------ | ------------------------ | ------------------------ | ---------- | ---------- | --------------- | --------------- | --------------- | ------------------ | ------------------ | ------------------ | ----------- | ----------- | ----------- | ------ | ------ |
| 2019-2020                | Talleres (C)             | PD                       | 0          | 0          | CA+CdS          | 1+5             | 0               | -                  | -                  | -                  | -           | -           | -           | 6      | 0      |
| gen.-giu. 2021           | Talleres (C)             | PD                       | 0          | 0          | CA+CdL          | 0+8             | 0               | CL                 | 2                  | 0                  | -           | -           | -           | 10     | 0      |
| lug.-dic. 2021           | Platense                 | PD                       | 24         | 3          | CA+CdL          | 0               | 0               | -                  | -                  | -                  | -           | -           | -           | 24     | 3      |
| gen.-giu. 2022           | Platense                 | PD                       | 0          | 0          | CA+CdL          | 1+10            | 0               | -                  | -                  | -                  | -           | -           | -           | 11     | 0      |
| Totale Platense          | Totale Platense          | Totale Platense          | 24         | 3          |                 | 11              | 0               |                    | -                  | -                  |             | -           | -           | 35     | 3      |
| giu.-dic. 2022           | Colón (SF)               | PD                       | 12         | 0          | CA+CdL          | 1+0             | 0               | -                  | -                  | -                  | -           | -           | -           | 13     | 0      |
| gen.-giu. 2023           | Colón (SF)               | PD                       | 8          | 0          | CA+CdL          | 0               | 0               | -                  | -                  | -                  | -           | -           | -           | 8      | 0      |
| Totale Colón             | Totale Colón             | Totale Colón             | 20         | 0          |                 | 1               | 0               |                    | -                  | -                  |             | -           | -           | 21     | 0      |
| lug.-dic. 2023           | Newell's Old Boys        | PD                       | 0          | 0          | CA+CdL          | 0+4             | 0               | CS                 | -                  | -                  | -           | -           | -           | 4      | 0      |
| 2024                     | Newell's Old Boys        | PD                       | 15         | 0          | CA+CdL          | 2+4             | 0               | -                  | -                  | -                  | -           | -           | -           | 21     | 0      |
| Totale Newell's Old Boys | Totale Newell's Old Boys | Totale Newell's Old Boys | 15         | 0          |                 | 10              | 0               |                    | -                  | -                  |             | -           | -           | 25     | 0      |
| 2025                     | Talleres (C)             | PD                       | 4          | 0          | CA              | 1               | 0               | CL                 | 0                  | 0                  | SI          | 0           | 0           | 5      | 0      |
| Totale Talleres          | Totale Talleres          | Totale Talleres          | 4          | 0          |                 | 15              | 0               |                    | 2                  | 0                  |             | 0           | 0           | 21     | 0      |
| Totale carriera          | Totale carriera          | Totale carriera          | 63         | 3          |                 | 37              | 0               |                    | 2                  | 0                  |             | 0           | 0           | 102    | 3      |

## Palmarès

### Club

#### Competizioni nazionali
- Supercopa Internacional: 1

Talleres: 2023